# Menna Fitzpatrick
Menna Fitzpatrick (Macclesfield, 5 maggio 1998) è una sciatrice alpina britannica ipovedente, vincitrice di sei medaglie paralimpiche (di sui quattro nel 2018 e due nel 2022), di nove medaglie ai Mondiali e due Coppe del Mondo, risultati che hanno reso Fitzpatrick l'atleta paralimpica invernale più decorata del Team GB.

## Biografia
È nata a Macclesfield, nella contea inglese del Cheshire, e ha studiato produzione multimediale al Macclesfield College. Con pieghe retiniche congenite, sin dalla nascita Fitzpatrick non ha vista nell'occhio sinistro e ha una vista limitata nell'occhio destro (5% della vista).
All'età di cinque anni, durante le vacanze in famiglia, ha imparato a sciare con suo padre che le faceva da guida.
È stata scoperta da un allenatore nel 2010, mentre sciava sulla pista indoor Chill Factore di Manchester e successivamente ha iniziato ad allenarsi con la squadra britannica di sport invernali paralimpici. Ha fatto il suo debutto internazionale per la Gran Bretagna nel 2012.

## Carriera sciistica

### Con guida Jennifer Kehoe
Fitzpatrick ha fatto il suo debutto internazionale senior per la Gran Bretagna nel 2012. A marzo 2016, lei e Kehoe sono state le prime britanniche a vincere il titolo assoluto di Coppa del Mondo per non vedenti del Comitato Paralimpico Internazionale ad Aspen. È stata la sua prima stagione agonistica internazionale di questo livello: insieme a Kehoe ha vinto anche il titolo di disciplina per lo slalom gigante in quella stagione, oltre a piazzarsi seconda nella classifica del superG e terza nella classifica di discesa libera e slalom. Nel 2016, è stata insignita del premio annuale Evie Pinching dello Ski Club of Great Britain "che celebra la futura generazione di giovani ed emergenti atleti di sport sulla neve".
Nell'ottobre 2016, Fitzpatrick si è fratturata la mano durante l'allenamento del superG, incidente che l'ha tenuta lontana dalla neve per due mesi in vista della stagione 2016-17, e che ha richiesto un intervento chirurgico. Nonostante l'accaduto, con Kehoe è riuscita a conquistare una medaglia di bronzo nello slalom gigante ai Campionati Mondiali di Sci Paraalpino 2017 a Tarvisio. La stagione successiva la coppia ha vinto il titolo di Coppa del Mondo di disciplina nel supergigante.
Alle Paralimpiadi Invernali del 2018, Fitzpatrick e Kehoe hanno vinto un bronzo nel superG e due argenti, nella supercombinata e nello slalom gigante, prima di conquistare l'oro nello slalom nell'ultima giornata della competizione. Per i suoi servizi agli sport paralimpici invernali, nel 2018 Fitzpatrick è stata insignita dell'Ordine dell'Impero Britannico (MBE) durante il Birthday Honours.
Ai Campionati mondiali di sci alpino 2019, Fitzpatrick e Kehoe hanno vinto cinque medaglie, assicurandosi il bronzo nello slalom gigante e l'argento nello slalom speciale, prima di vincere l'oro nella discesa libera, davanti ai connazionali Kelly Gallagher e Gary Smith, diventando le prime tra gli sciatori britannici a vincere sia i titoli paralimpici che quelli mondiali. Hanno successivamente conquistato un secondo oro nel superG, prima di concludere i campionati con un secondo argento nella supercombinata.

### Con guida Katie Guest
Il 25 agosto 2021, Fitzpatrick ha annunciato la fine della sua collaborazione con Kehoe e che stava cercando una nuova guida. Nel 2022, ha vinto la medaglia d'argento nella supercombinata femminile per non vedenti ai Campionati mondiali di sport sulla neve 2021 tenutisi a Lillehammer, in Norvegia, insieme alla nuova guida, Katie Guest (sorella dello sciatore britannico di Coppa del Mondo alpino, Charlie Guest). Insieme a lei ha vinto due medaglie nello sci alpino alle Paralimpiadi invernali del 2022 tenutesi a Pechino, in Cina: argento nella gara supergigante e bronzo nella supercombinata. Ai Mondiali di Espot 2023 ha vinto la medaglia d'argento nello slalom gigante, quella di bronzo nello  a Espot 2023) e si è classificata 4ª nel supergigante.

## Palmarès

### Paralimpiadi
- 6 medaglie:
  - 1 ori (slalom speciale a Pyeongchang 2018)[16]
  - 3 argenti (supercombinata e slalom gigante a Pyeongchang 2018; supergigante a Pechino 2022)
  - 2 bronzi (supergigante a Pyeongchang 2018; supercombinata a Pechino 2022)

### Mondiali
- 10 medaglie:
  - 3 ori (discesa libera e supergigante a Nevea/Kranjska Gora 2019; slalom speciale a Lillehammer 2021)
  - 4 argenti (slalom speciale e supercombinata a Nevea/Kranjska Gora 2019; supercombinata a Lillehammer 2021; slalom gigante a Espot 2023)
  - 3 bronzi (slalom gigante a Tarvisio 2017; slalom gigante a Nevea/Kranjska Gora 2019; slalom speciale a Espot 2023)

### Coppa del Mondo
- 5 medaglie:
  - 2 ori (campionessa assoluta e slalom gigante alla Coppa del Mondo Aspen 2016)[4]
  - 1 argento (supergigante Coppa del Mondo 2016)[3]
  - 2 bronzi (discesa libera e slalom speciale Coppa del Mondo 2016)[3]

### Coppa Europa
- 1 medaglia:
  - 1 bronzo (Coppa Europa St Moritz 2014)[17]

## Premi e riconoscimenti
- Evie Pinching Award, Ski Club of Great Britain (2016)[18]